# Ulrich Storost
Ulrich Storost (* 7. September 1946 in Gelsenkirchen) war Richter am Bundesverwaltungsgericht.
Nach dem Abschluss seines Studiums in Bochum und Berlin und des anschließenden Referendariats war Storost zunächst seit 1975 an der Hochschule für Verwaltungswissenschaften Speyer wissenschaftlich tätig und wurde dann 1977 Richter am Verwaltungsgericht Berlin. Von 1979 bis 1982 war er als wissenschaftlicher Mitarbeiter an das Bundesverfassungsgericht abgeordnet. Ab Oktober 1982 war er am Verwaltungsgericht Neustadt an der Weinstraße tätig; im Jahre 1983 wechselte er als Richter an das Oberverwaltungsgericht Rheinland-Pfalz. Zum Richter am Bundesverwaltungsgericht wurde Storost im Jahre 1991 ernannt. Er gehörte zunächst dem 5. Revisionssenat, ab 1993 dem 11. und später dem 9. Revisionssenat an.
Neben seiner Tätigkeit am Bundesverwaltungsgericht war Storost von 1997 bis 2004 Vizepräsident des Verfassungsgerichtshofs des Landes Berlin.
Im Oktober 2004 wurde Storost zum Vorsitzenden Richter am Bundesverwaltungsgericht ernannt. Das Präsidium hatte ihm den Vorsitz im 9. Revisionssenat übertragen. Ende September 2011 trat er in den Ruhestand.
Storost ist verheiratet und hat zwei Kinder.

## Werk (Auswahl)
- Staat und Verfassung bei Ernst Forsthoff. Frankfurt am Main u. a. 1979, ISBN 3-8204-6477-8. (zugleich Diss., FU Berlin, Berlin 1978)
- Das Ende der Übergangszeit. Erinnerung an die verfassunggebende Gewalt. In: Der Staat. 29 (1990), S. 321–331.
- Legitimität durch Erfolg? Gedanken zur Dauerhaftigkeit einer Verfassung. In: Der Staat. 30 (1991), S. 537–547.
(Erwiderung auf Hermann Huba: Das Grundgesetz als dauerhafte gesamtdeutsche Verfassung. Erinnerung an seine Legitimität. In: Der Staat. 30 (1991), S. 367–377)